# Clásico de las M's
El Clásico de las M's es la rivalidad que existe en el fútbol de Honduras entre los equipos CD Motagua de Tegucigalpa y CD Marathón de San Pedro Sula, dos de los equipos de fútbol más populares del país.
El nombre de la rivalidad se debe a que la letra inicial de ambos clubes es la letra M.

## Enfrentamientos
- Actualizado al 14 de septiembre de 2014[1]

### Por Sede

#### Tegucigalpa
| Club     | G  | E  | P  | GF  | GC  |
| -------- | -- | -- | -- | --- | --- |
| Motagua  | 44 | 28 | 18 | 133 | 87  |
| Marathón | 18 | 28 | 44 | 87  | 133 |

#### San Pedro Sula
| Club     | G  | E  | P  | GF  | GC  |
| -------- | -- | -- | -- | --- | --- |
| Marathón | 42 | 33 | 23 | 144 | 100 |
| Motagua  | 23 | 33 | 42 | 100 | 144 |

#### Sede Neutral (Danlí y Comayagua)
| Club     | G | E | P | GF | GC |
| -------- | - | - | - | -- | -- |
| Motagua  | 1 | 2 | 1 | 6  | 5  |
| Marathón | 1 | 2 | 1 | 5  | 6  |

### Por Ronda

#### Playoffs
| Club     | G | E | P | GF | GC |
| -------- | - | - | - | -- | -- |
| Marathón | 1 | 1 | 0 | 2  | 1  |
| Motagua  | 0 | 1 | 1 | 1  | 2  |

#### Pentagonales
| Club     | G | E | P | GF | GC |
| -------- | - | - | - | -- | -- |
| Motagua  | 6 | 5 | 3 | 19 | 12 |
| Marathón | 3 | 5 | 6 | 12 | 19 |

#### Cuadrangulares
| Club     | G | E | P | GF | GC |
| -------- | - | - | - | -- | -- |
| Motagua  | 2 | 1 | 2 | 8  | 7  |
| Marathón | 2 | 1 | 2 | 7  | 8  |

#### Semifinales
| Club     | G | E | P | GF | GC |
| -------- | - | - | - | -- | -- |
| Marathón | 2 | 3 | 1 | 5  | 3  |
| Motagua  | 1 | 3 | 2 | 3  | 5  |

#### Finales
| Club     | G | E | P | GF | GC |
| -------- | - | - | - | -- | -- |
| Marathón | 4 | 1 | 1 | 9  | 4  |
| Motagua  | 1 | 1 | 4 | 4  | 9  |

### Total

#### Temporada regular
| Club     | G  | E  | P  | GF  | GC  |
| -------- | -- | -- | -- | --- | --- |
| Motagua  | 58 | 52 | 49 | 204 | 201 |
| Marathón | 49 | 52 | 58 | 201 | 204 |

#### Pos-Temporada
| Club     | G  | E  | P  | GF | GC |
| -------- | -- | -- | -- | -- | -- |
| Marathón | 12 | 11 | 10 | 35 | 35 |
| Motagua  | 10 | 11 | 12 | 35 | 35 |

### General
| Club     | G  | E  | P  | GF  | GC  |
| -------- | -- | -- | -- | --- | --- |
| Motagua  | 68 | 63 | 61 | 239 | 236 |
| Marathón | 61 | 63 | 68 | 236 | 239 |

## Finales
Motagua y Marathon se han enfrentado en 3 finales, dos de ellas ganadas por el CD Marathón.

### Apertura 2001–02
| 12 de diciembre de 2001 | Marathón           | 1 – 0 | Motagua | Estadio Francisco Morazán, San Pedro Sula, Cortés          |                                                            |
|                         | Rosales 69' (pen.) |       |         | Asistencia: 14,283 espectadores Árbitro(s): Benigno Pineda | Asistencia: 14,283 espectadores Árbitro(s): Benigno Pineda |

| 16 de diciembre de 2001 | Motagua                                                                                       | 3 – 2 5-3 (pen.) | Marathón                                                           | Estadio Tiburcio Carías Andino, Tegucigalpa, Francisco Morazán |                                                            |
|                         | Pacini 22' · Izaguirre 44' (pen.), 56' (pen.) · Leyes · Medina · Pacini · Turcios · Izaguirre |                  | Rosales 18' (pen.) · Oliva 81' · Cacho · Zúñiga · Oliva · Martínez | Asistencia: 20,423 espectadores Árbitro(s): Oscar Bardales     | Asistencia: 20,423 espectadores Árbitro(s): Oscar Bardales |

- Motagua 3–3 Marathón en el global; Motagua ganó 5–3 en penales.

### Clausura 2002–03
| 23 de mayo de 2003 | Motagua | 0 – 1 | Marathón     | Estadio Tiburcio Carías Andino, Tegucigalpa, Francisco Morazán |                                                            |
|                    |         |       | Martínez 65' | Asistencia: 21,691 espectadores Árbitro(s): Oscar Bardales     | Asistencia: 21,691 espectadores Árbitro(s): Oscar Bardales |

| 1 de junio de 2006 | Marathón                   | 3 – 1 | Motagua      | Estadio Olímpico Metropolitano, San Pedro Sula, Cortés      |                                                             |
|                    | Cacho 44' · Costa 60', 89' |       | Oseguera 40' | Asistencia: 35,745 espectadores Árbitro(s): Marcio Carranza | Asistencia: 35,745 espectadores Árbitro(s): Marcio Carranza |

- Marathón ganó 4–1 en el global.

### Apertura 2007–08
| 16 de diciembre de 2007 | Motagua | 0 – 0 | Marathón | Estadio Tiburcio Carías Andino, Tegucigalpa, Francisco Morazán |  |
|                         |         |       |          | Asistencia: 16,042 espectadores Árbitro(s): José Molina        |  |

| 22 de diciembre de 2007 | Marathón             | 2 – 0 | Motagua | Estadio Olímpico Metropolitano, San Pedro Sula, Cortés     |                                                            |
|                         | Brown 1' · Scott 78' |       |         | Asistencia: 26,596 espectadores Árbitro(s): Ricardo Zelaya | Asistencia: 26,596 espectadores Árbitro(s): Ricardo Zelaya |

- Marathón ganó 2–0 en el global.

## Récords
- Primer Enfrentamiento en la Liga Nacional: Marathón 2–0 Motagua (1 de agosto de 1965).
- Primer enfrentamiento en Tegucigalpa: Motagua 4–1 Marathón (21 de noviembre de 1965).
- Primera victoria del Motagua en San Pedro Sula: Marathón 1–2 Motagua (1967).
- Mayor victoria del Motagua: Motagua 4–0 Marathón (21 de marzo de 1971).[2] y Motagua 4–0 Marathón (4 de noviembre de 2012)
- Mayor victoria del Marathón: Marathón 5–0 Motagua (6 de abril de 2013).
- Partido con más goles: Marathón 6–3 Motagua (19 de abril de 2009).
- Primer partido en el Estadio Yankel Rosenthal: Marathón 1–0 Motagua (22 de agosto de 2010).[3]
- Primer partido en el Estadio Carlos Miranda: Motagua 0–1 Marathón (14 de septiembre de 2014).
- Mayor victoria de visitante del Marathón: Motagua 1–4 Marathón (16 de octubre de 2011).
- Óscar Hernández: anotó 13 goles al Marathón.
- Gilberto Machado: anotó 14 goles al Motagua.